# Liste der Biografien/Krz
Liste der Biografien |
Portal Biografien |
Personensuche
# |
A |
B |
C |
D |
E |
F |
G |
H |
I |
J |
K |
L |
M |
N |
O |
P |
Q |
R |
S |
T |
U |
V |
W |
X |
Y |
Z |
?
 
Ka |
Kb |
Kc |
Kd |
Ke |
Kf |
Kg |
Kh |
Ki |
Kj |
Kl |
Km |
Kn |
Ko |
Kp |
Kr |
Ks |
Kt |
Ku |
Kv |
Kw |
Ky |
Kx |
Kz
 
Kra |
Krb |
Krc |
Kre |
Krg |
Krh |
Kri |
Krj |
Krk |
Krl |
Krm |
Krn |
Kro |
Krp |
Krs |
Krt |
Kru |
Kry |
Krz
Die Liste der Biografien führt alle Personen auf, die in der deutschsprachigen Wikipedia einen Artikel haben. Dieses ist eine Teilliste mit 67 Einträgen von Personen, deren Namen mit den Buchstaben „Krz“ beginnt.

## Krz

### Krza
- Krzak, Jarosław (* 2000), polnischer Skispringer
- Krzaklewski, Marian (* 1950), polnischer Politiker, Mitglied des Sejm
- Krzanich, Brian (* 1960), US-amerikanischer Manager
- Krzanowski, Andrzej (1951–1990), polnischer Komponist und Akkordeonist
- Krzanowski, Tad (* 1949), polnischer Erfinder und Spezialeffektekünstler beim Film
- Krzatala, André (* 1990), deutscher Fußballspieler

### Krze
- Krzemien, Ulrich (1940–1965), deutscher Mann, Todesopfer der Berliner Mauer
- Krzemieniewska, Helena (1878–1966), polnische Botanikerin, Mikrobiologin und Hochschullehrerin
- Krzemieński, Witold (1909–2001), polnischer Komponist, Dirigent und Musikpädagoge
- Krzemiński, Adam (* 1945), polnischer Journalist und Publizist
- Krzemiński, Kazimierz (1902–1940), polnischer Radrennfahrer
- Krzeminski, Michael (* 1953), deutscher Medienwissenschaftler
- Krzeptowska, Zofia (* 1934), polnische Skilangläuferin
- Krzeptowska-Żebracka, Anna (1938–2017), polnische Skilangläuferin
- Krzeptowski, Andrzej (1902–1981), polnischer Skisportler
- Krzeptowski, Andrzej (1903–1945), polnischer Skisportler
- Krzesińska, Elżbieta (1934–2015), polnische Leichtathletin
- Krzesiński, Adam (* 1965), polnischer Florettfechter
- Krzesiński, Stanisław (* 1950), polnischer Ringer
- Krzeszowiec, Artur (* 1972), polnischer Straßenradrennfahrer
- Krzeszowiec, Zbigniew (* 1948), polnischer Radrennfahrer
- Krzewina, Jakub (* 1989), polnischer Sprinter

### Krzi
- Kržić, Ognjen (* 1969), kroatischer Wasserballspieler
- Krzikalla, Anton (1887–1944), deutscher Politiker (USPD, KPD), MdR
- Krzikalla, Lucas (* 1994), deutscher HandballspielerLucas Krzikalla (* 1994)

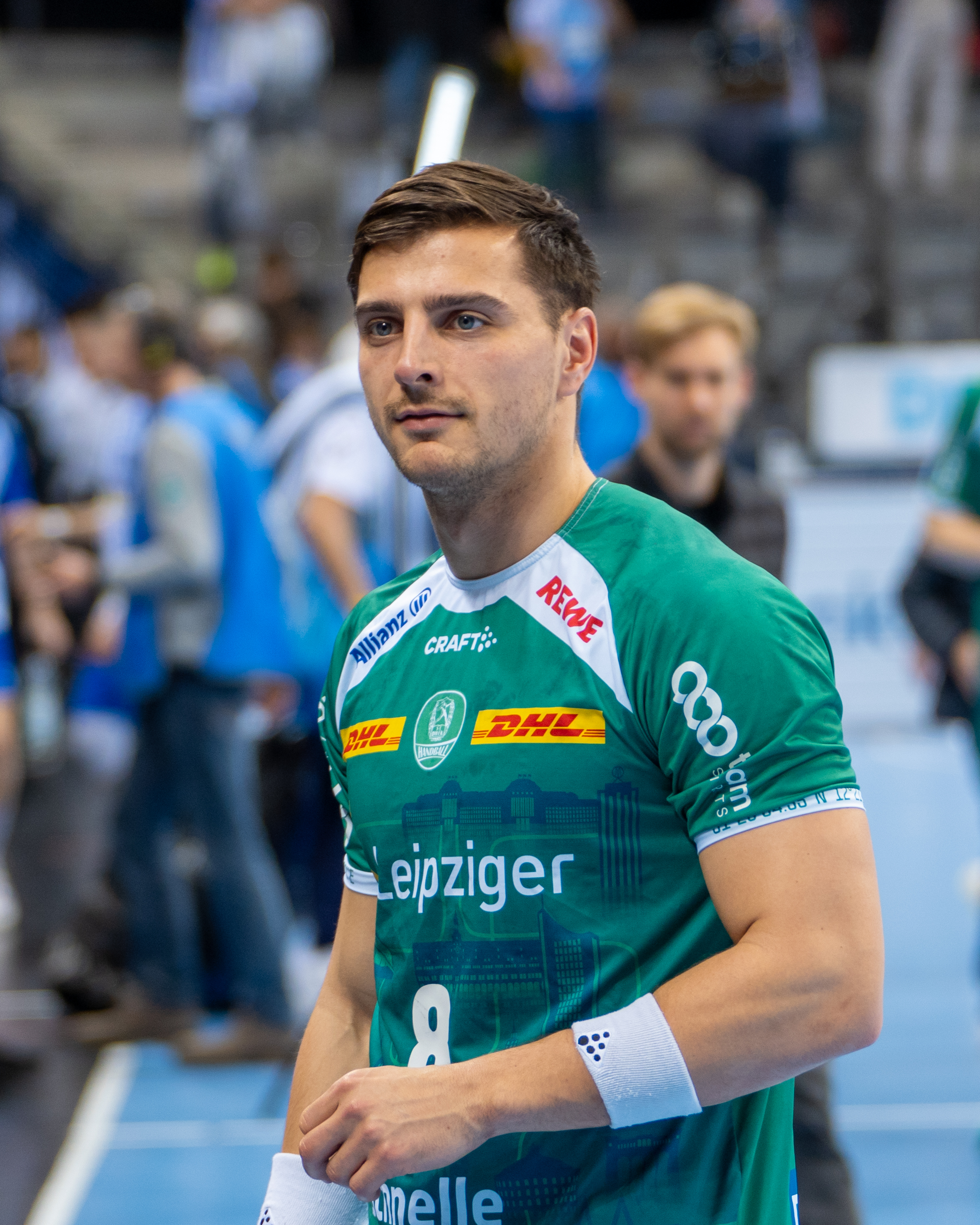
Lucas Krzikalla (* 1994)

- Krzikalla, Peter (* 1941), deutscher Fußballspieler
- Krziskewitz, Reiner (* 1942), deutscher Politiker (CDU), MdV, MdB
- Krziwanek, Karl (1834–1874), österreichischer Händler für den Bedarf fotografischer Ateliers und Fotografen in Wien
- Krziwanek, Rudolf (1843–1905), österreichischer Hof-Fotograf

### Krzn
- Krznar, Damir (* 1972), kroatischer Fußballspieler und -trainer
- Krznarič, Alja (* 1987), slowenische Fußballspielerin
- Krznarić, Davor (* 1975), kroatischer Fußballspieler
- Krznarić, Josip (* 1993), kroatischer Fußballspieler
- Krznaric, Roman, Philosoph

### Krzo
- Krzok, Liesbeth (1909–1979), deutsche Krankenschwester im KZ Ravensbrück
- Krzoska, Barbara (* 1989), deutsche Schauspielerin
- Krzoska, Markus (* 1967), deutscher Historiker und Übersetzer

### Krzy
- Krzycki, Andrzej (1482–1537), polnischer Erzbischof und Schriftsteller der Renaissance
- Krzykowski, Matylda (* 1982), deutsch-polnische Designerin und Kuratorin
- Krzyminski, Josef (1858–1940), Mediziner und Politiker, MdR
- Krzymowski, Richard (1875–1960), deutscher Agrarwissenschaftler
- Krzynówek, Jacek (* 1976), polnischer FußballspielerJacek Krzynówek (* 1976)

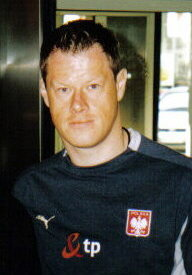
Jacek Krzynówek (* 1976)

- Krzysch, Günter (1929–2000), deutscher Pflanzenbauwissenschaftler und Agrarmeteorologe
- Krzyścin, Andrzej (* 1967), polnischer Marathonläufer
- Krzystek, Piotr (* 1973), polnischer Politiker und Stadtpräsident von Stettin
- Krzystek, Waldemar (* 1953), polnischer Regisseur und Drehbuchautor
- Krzyszkowiak, Zdzisław (1929–2003), polnischer Leichtathlet, Olympiasieger (1960)
- Krzysztofiak, Adam (1951–2008), polnischer Skispringer
- Krzysztoń, Jerzy (1940–1997), polnischer Fernschachspieler
- Krzywanek, Friedrich Wilhelm (1896–1946), deutscher Veterinärphysiologe
- Krzywański, Marcin (* 1975), polnischer Sprinter
- Krzywicka, Irena (1899–1994), polnische Feministin
- Krzywicki, Andrzej (1937–2014), polnisch-französischer Physiker
- Krzywicki, Ludwik (1859–1941), polnischer Ethnologe und Statistiker
- Krzywkowska, Monika (* 1973), polnische Schauspielerin
- Krzywonos, Henryka (* 1953), polnische Solidarność-Aktivistin
- Krzywy, Sérgio (* 1952), brasilianischer Geistlicher, Bischof von Araçatuba
- Krzyżak, Oskar (* 2002), polnischer Fußballspieler
- Krzyzanowski, Heinrich von (* 1822), deutscher Rittergutsbesitzer und Politiker, MdR
- Krzyżanowski, Konrad (1872–1922), polnischer Maler des frühen Expressionismus
- Krzyżanowski, Marcin (* 1958), polnischer Komponist und Cellist
- Krzyzanowski, Otfried (1886–1918), österreichischer Lyriker und Bohémien
- Krzyzanowski, Rudolf (1859–1911), österreichischer Dirigent und Komponist
- Krzyzanowski-Doxat, Ida (1867–1947), österreichische Opernsängerin (Sopran)
- Krzyzanowsky, Johann (1802–1864), preußischer Richter und Politiker
- Krzyżewska, Ewa (1939–2003), polnische Schauspielerin
- Krzyzewski, Mike (* 1947), US-amerikanischer BasketballtrainerMike Krzyzewski (* 1947)

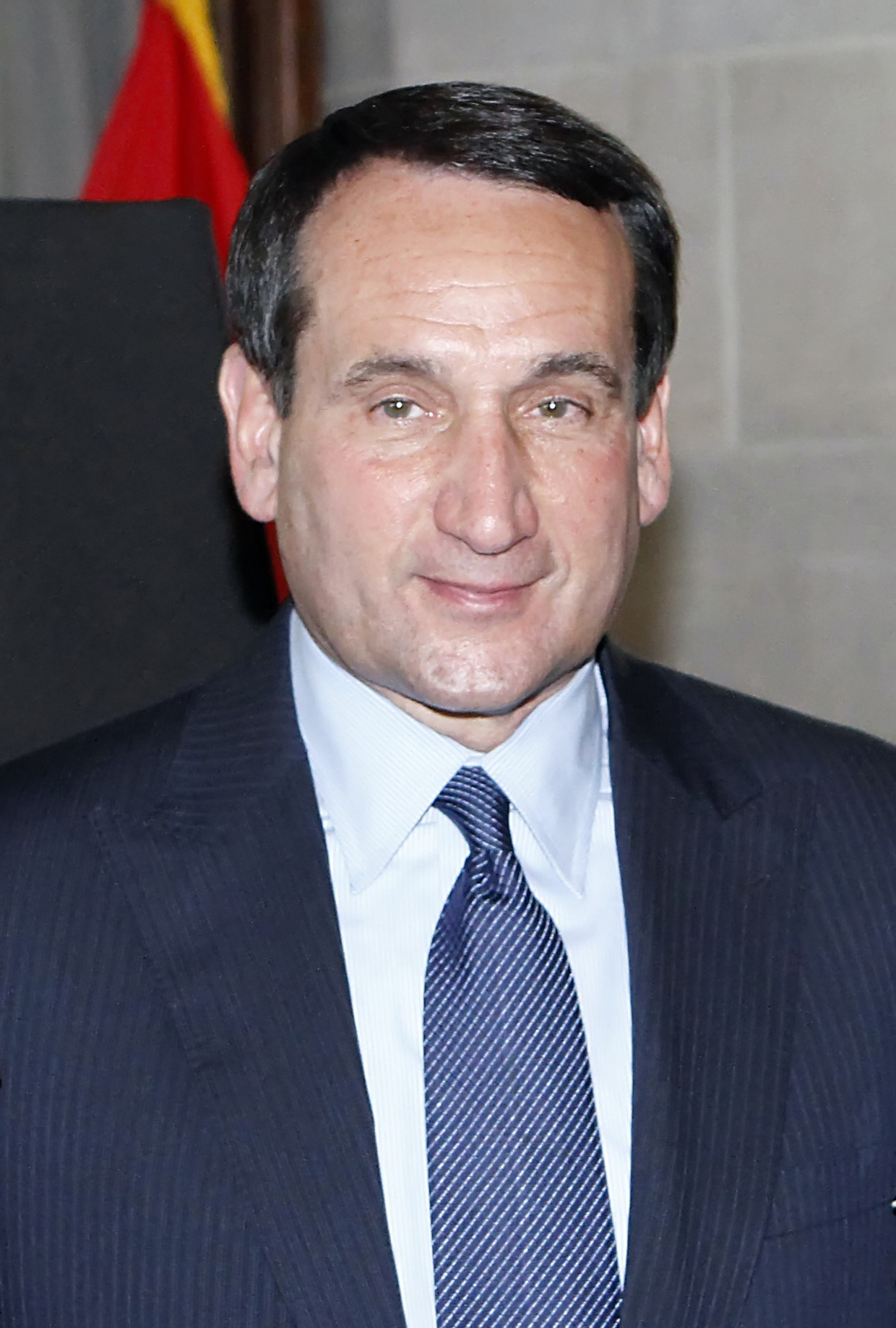
Mike Krzyzewski (* 1947)